# Miss Rwanda 2018
Miss Rwanda 2018, la 8ème édition du concours de Miss Rwanda, c'est tenue le 24 février 2018 au Camp de Kigali dans la ville de Kigali
La gagnante Liliane Iradukunda de la province de l'Ouest a succédé à Elsa Iradukunda de la province de l'Ouest  .

## Résultats

### Récompenses spéciales
- Miss Convivialité - Province du Sud - Liliane Uwase Ndahiro
- Miss Photogénique - Western - Liliane Iradukunda
- Miss Populaire - Province du Sud - Anastasie Umutoniwase
- Miss Héritage - Province du Sud - Lydia Dushimimana

## Concurrents
| Province            | Concurrent            | Âge | Hauteur | Lester |
| ------------------- | --------------------- | --- | ------- | ------ |
| Province du Nord    | Paola Umutoniwase     | 20  | 1,72 m  | 60     |
| Province du Nord    | Natacha Ursule Irebé  | 18  | 1,72 m  |        |
| Province du Nord    | Divin Ingabire        | 20  | 1,73 m  | 55     |
| Province de l'Ouest | Fiona Uwase           | 20  | 1,70 m  |        |
| Province de l'Ouest | Liliane Iradukunda    | 18  | 1,70 m  | 57     |
| Province du Sud     | Shanitah Umunyana     | 19  | 1,84 m  | 55     |
| Province du Sud     | Gloria Nzakorerimana  | 20  | 1.71m   |        |
| Province du Sud     | Anastasie Umutoniwase | 18  | 1.80m   |        |
| Province du Sud     | Liliane Uwase Ndahiro | 21  | 1,74 m  |        |
| Province du Sud     | Vanessa Irazoke       | 20  | 1,77 m  |        |
| Province du Sud     | Jordan Mushambokazi   | 19  | 1,71 m  |        |
| Province du Sud     | Rebecca Umuhire       | 19  | 1,70 m  |        |
| Province du Sud     | Noriella Ishimwe      | 18  | 1,70 m  |        |
| Province du Sud     | Lydia Dushimimana     | 19  | 1,70 m  |        |
| Kigali              | Belinda Uwonkunda     | 22  | 1,70 m  |        |
| Kigali              | Karen Umuzoha         | 19  | 1,73 m  |        |
| Kigali              | Belinda Inganbire     | 20  | 1,70 m  |        |
| province de l'Est   | Charlotte Umutoni     | 20  | 1,78 m  |        |
| province de l'Est   | Solange Uwineza       | 21  | 1,72 m  |        |
| province de l'Est   | Shemsa Munyana        | 19  | 1,81 m  |        |

## Juges
- Miss France 2000, Sonia Rolland.
- Entrepreneur social et écrivain rwandais, Gilbert Rwabigwi.
- Animatrice radio, Sandrine Isheja Butera
- Miss Rwanda 2016, Jolly Mutesi
- Analyste économique, Teddy Kaberuka

## Les références
1. ↑  Tashobya, « Iradukunda crowned Miss Rwanda 2018 »